# 大塚克己
大塚 克己（おおつか かつみ、1953年（昭和28年） - ）は、日本の宗教家。世界基督教統一神霊協会の日本統一教会第8・10代会長。元国際勝共連合会長。元世界平和連合会長。

## 経歴
世界基督教統一神霊協会に入教し、1982年（昭和57年）に6000双家庭会総会へ参加。1992年（平成4年）、原理研究会の会長を経て1999年（平成11年）に日本統一教会の会長に就任し、2001年（平成13年）まで務めた。同年に国際勝共連合と世界平和連合の会長に就任。
2000年（平成12年）に世界平和超宗教超国家連合の共同議長に就任。
2006年（平成18年）8月1日、長男の大塚洪孝と、文鮮明と最初の妻の崔先吉のあいだの次男、文聖進の長女の文信淑とが、祝福結婚した。同月2日、再び日本統一教会の会長に就任した。
2007年（平成19年）にUPF日本会長に就任。2008年（平成20年）、日本統一教会の会長を退任。
2013年（平成25年）にアフリカ大陸会長、2014年（平成26年）に平和統一聯合中央本部会長とピースロード2015中央実行委員会共同実行委員長、2020年（令和2年）に神ヨーロッパ天議苑苑長とUPFヨーロッパ・ユーラシア・中東地域共同議長を歴任。

## 著書
- 『人間の行くべき生涯路程 真の家庭世界化前進大会報告書』（1999年4月16日、光言社）
- 『新世紀を拓く: 20世紀の超克と新時代のビジョン』（1999年6月1日、ストーク）
- 『共産主義を崩壊させた人びと』世界日報社、1999年11月
- 『「出エジプト記」研究 旧約聖書学と統一原理の接点 1 · 第 1 巻』（2000年4月、光言社）
- 『日本救国の原点 : 「愛権」の確立による平和の実現 : 救国救世全国躍進大会大塚克己会長基調講演 (大塚克己講演シリーズ ; 1)』世界平和連合、2001年4月
- 『源焦聖地』（2002年、光言社）